# Heater
Heater é uma música eletrônica instrumental do dj suíço-iraniano Samim, que foi lançada no dia 29 de Outubro de 2007 pelo selo alemão "Get Physical". Popularmente conhecida como a tal “música da sanfona”, a canção tem um sample de acordeon que é um trecho famoso de de uma cumbia muito popular na Colômbia, sucesso nos anos 1950, chamada "La Cumbia Cienaguera", de Alberto Pacheco.
A canção foi lançada como primeiro single do álbum Flow, de 2007. Fez tanto sucesso que apareceu em álbuns compilatórios de músicas eletrônicas que foram sucesso no ano, "Ultra 2008" e "Now 69".
O cantor Shaggy remixou esta canção na faixa Feel the Rush, que foi tema do campeonato de futebol UEFA Championship 2008.

## Desempenho nas Paradas Musicais
| Paradas Musicais (2007) | Desempenho |
| ----------------------- | ---------- |
| Austria Singles Chart   | 60         |
| Belgium Singles Chart   | 6          |
| Dutch Top 40            | 6          |
| Finnish Singles Chart   | 13         |
| French Singles Chart    | 31         |
| Germany Singles Chart   | 47         |
| UK Singles Chart        | 12         |